# Філліпсбург (Канзас)
Філліпсбург (англ. Phillipsburg) — місто (англ. city) в США, в окрузі Філліпс штату Канзас. Населення — 2337 осіб (2020).

## Географія
Філліпсбург розташований за координатами 39°45′7″ пн. ш. 99°19′16″ зх. д. / 39.75194° пн. ш. 99.32111° зх. д. (39.751828, -99.321047).  За даними Бюро перепису населення США в 2010 році місто мало площу 4,33 км², уся площа — суходіл.

### Клімат
| Клімат : Філліпсбург         | Клімат : Філліпсбург | Клімат : Філліпсбург | Клімат : Філліпсбург | Клімат : Філліпсбург | Клімат : Філліпсбург | Клімат : Філліпсбург | Клімат : Філліпсбург | Клімат : Філліпсбург | Клімат : Філліпсбург | Клімат : Філліпсбург | Клімат : Філліпсбург | Клімат : Філліпсбург | Клімат : Філліпсбург |
| Показник                     | Січ.                 | Лют.                 | Бер.                 | Квіт.                | Трав.                | Черв.                | Лип.                 | Серп.                | Вер.                 | Жовт.                | Лист.                | Груд.                | Рік                  |
| Абсолютний максимум, °C      | 26,1                 | 30,0                 | 36,1                 | 38,9                 | 40,6                 | 45,6                 | 48,9                 | 47,2                 | 43,9                 | 37,8                 | 31,1                 | 28,3                 | 48,9                 |
| Середній максимум, °C        | 4,4                  | 7,8                  | 13,3                 | 18,9                 | 23,9                 | 30,6                 | 33,9                 | 32,8                 | 27,8                 | 20,6                 | 12,8                 | 5,0                  | 19,4                 |
| Середній мінімум, °C         | −9,4                 | −7,8                 | −2,2                 | 3,3                  | 9,4                  | 15,6                 | 18,3                 | 17,8                 | 11,7                 | 3,9                  | −2,8                 | −8,3                 | 4,2                  |
| Абсолютний мінімум, °C       | −30                  | −29,4                | −26,7                | −13,9                | −6,1                 | 4,4                  | 5,6                  | 2,8                  | −6,7                 | −11,7                | −22,2                | −33,3                | −33,3                |
| Норма опадів, мм             | 10                   | 12                   | 49                   | 59                   | 105                  | 78                   | 84                   | 71                   | 53                   | 35                   | 28                   | 11                   | 595                  |
| ---------------------------- | -------------------- | -------------------- | -------------------- | -------------------- | -------------------- | -------------------- | -------------------- | -------------------- | -------------------- | -------------------- | -------------------- | -------------------- | -------------------- |
| Джерело: The Weather Channel |                      |                      |                      |                      |                      |                      |                      |                      |                      |                      |                      |                      |                      |

## Демографія
Згідно з переписом 2010 року, у місті мешкала 2581 особа в 1116 домогосподарствах у складі 702 родин. Густота населення становила 597 осіб/км².  Було 1307 помешкань (302/км²).
Расовий склад населення:
| - 96,7 % — білих - 1,1 % — азіатів - 0,5 % — чорних або афроамериканців - 0,2 % — корінних американців |

До двох чи більше рас належало 1,1 %. Частка іспаномовних становила 2,6 % від усіх жителів.
За віковим діапазоном населення розподілялося таким чином: 24,7 % — особи молодші 18 років, 53,6 % — особи у віці 18—64 років, 21,7 % — особи у віці 65 років та старші. Медіана віку мешканця становила 43,0 року. На 100 осіб жіночої статі у місті припадало 92,5 чоловіків;  на 100 жінок у віці від 18 років та старших — 88,8 чоловіків також старших 18 років.
Середній дохід на одне домашнє господарство  становив 52 348 доларів США (медіана — 41 546), а середній дохід на одну сім'ю — 62 686 доларів (медіана — 46 658). Медіана доходів становила 41 941 долар для чоловіків та 27 813 долари для жінок. За межею бідності перебувало 7,3 % осіб, у тому числі 8,2 % дітей у віці до 18 років та 5,7 % осіб у віці 65 років та старших.
Цивільне працевлаштоване населення становило 1175 осіб. Основні галузі зайнятості: освіта, охорона здоров'я та соціальна допомога — 25,7 %, науковці, спеціалісти, менеджери — 11,7 %, транспорт — 11,1 %, роздрібна торгівля — 10,6 %.